# Робін Естрем
Робін Даль Естрем (норв. Robin Dahl Østrøm; нар. 9 серпня 2002, Копенгаген, Данія) — норвезький футболіст угандійського походження, фланговий захисник данського клубу «Сількеборг» та молодіжної збірної Норвегії.

## Ігрова кар'єра

### Клубна
Робін Естрем є вихованцем данського клубу «Оденсе», де він почав залучатися до основи з 2020 року. Провівши у клубі два сезони Екстрем влітку 2022 року перейшов до клубу Суперліги «Сількеборг». З яким восени 2022 року дебютував на міжнародній врені - у турнірі Ліги конференцій.

### Збірна
Робін Естрем народився у Данії. Його батько норвежець, а мати переселенка з Уганди. У 2020 році Екстрем зіграв одну гру у юнацькій збірній Данії. Та з 2022 року футболіст приєднався до молодіжної збірної Норвегії.

## Титули і досягнення
- Володар Кубка Данії (1):

«Сількеборг»: 2023–24